# Maculatura
La maculatura è un sintomo che si riscontra nelle piante da fiore, ornamentali e forestali dovuto ad un'alterazione del colore. Sono colpiti in genere frutti o foglie. La maculatura si manifesta con l'assunzione di una colorazione verde-pallido, bruna, viola, rossa, gialla nelle aree di tessuto colpite dall'agente causale della malattia (patogeno).
Le maculature possono essere provocate da:
- virus
- batteri
- funghi

Tra le maculature provocate da funghi si può ricordare la maculatura bruna del pero, provocata dal fungo Stemphylium vesicarium. 